# 皮亚托夫斯基
皮亚托夫斯基（Module:Lang第1520行Lua错误：attempt to call method 'gsub' (a nil value)）是一座坐落於俄羅斯卡盧加州捷尔任斯克区的市级镇。该地2021年人口有2,665人；2010年人口2,641；2002年人口3,019；1989年人口2,992。